# Memoriał Ryszarda Nieścieruka 1995

## I Memoriał im. Ryszarda Nieścieruka
Pierwszy Memoriał Ryszarda Nieścieruka odbył się 7 października 1995 r. Zwyciężył Henrik Gustafsson.
Wyniki
- 7 października 1995 r. (sobota), Stadion Olimpijski (Wrocław). Sędzia – Wojciech Grodzki.
- NCD: 69,0 sek. – Robert Dados w wyścigu 1. i Chris Louis w wyścigu 5.

| Msc. | Zawodnik                 | Klub              | Pkt  |             |  |
| ---- | ------------------------ | ----------------- | ---- | ----------- |  |
| 1    | (12) Henrik Gustafsson   | Polonia Bydgoszcz | 13   | (3,1,3,3,3) |  |
| 2    | (8) Rafał Dobrucki       | Polonia Piła      | 10+3 | (1,3,1,2,3) |  |
| 3    | (4) Dariusz Śledź        | Sparta Wrocław    | 10+2 | (d,2,3,3,2) |  |
| 4    | (3) Sam Ermolenko        | JAG Łódź          | 10+d | (2,3,0,3,2) |  |
| 5    | (16) Jason Crump         | Sparta Wrocław    | 9    | (1,0,3,2,3) |  |
| 6    | (7) Piotr Świst          | Stal Gorzów       | 9    | (3,1,1,2,2) |  |
| 7    | (13) Chris Louis         | Stal Gorzów       | 8    | (0,3,2,3,t) |  |
| 8    | (11) Piotr Protasiewicz  | Sparta Wrocław    | 8    | (1,2,2,0,3) |  |
| 9    | (14) Wojciech Załuski    | Sparta Wrocław    | 8    | (2,2,3,0,1) |  |
| 10   | (2) Robert Dados         | Motor Lublin      | 7    | (3,1,2,1,0) |  |
| 11   | (6) Mark Loram           | Apator Toruń      | 7    | (w,3,1,2,1) |  |
| 12   | (9) Piotr Baron          | Sparta Wrocław    | 7    | (2,1,2,1,1) |  |
| 13   | (1) Vaclav Milík         | Czechy            | 6    | (1,2,0,1,2) |  |
| 14   | (15) Zdeněk Tesař        | Czechy            | 5    | (3,0,1,0,1) |  |
| 15   | (5) Mirosław Cierniak    | Unia Tarnów       | 3    | (2,0,0,1,0) |  |
| 16   | (10) Jan Schinagl        | Czechy            | 0    | (0,0,0,0,0) |  |
| 17   | (R1) Krzysztof Zieliński | Sparta Wrocław    | 0    | (0)         |  |
| –    | (R2) Krzysztof Jankowski | Sparta Wrocław    | –    | (ns)        |  |

Wyścig po wyścigu
1. (69,0) Dados, Ermolenko, Milík, Śledź (d3)
2. (69,8) Świst, Cierniak, Dobrucki, Loram (w/u)
3. (68,5) Gustafsson, Baron, Protasiewicz, Schinagl
4. (70,4) Tesař, Załuski, Crump, Louis
5. (69,0) Louis, Milík, Baron, Cierniak
6. (69,9) Loram, Załuski, Dados, Schinagl
7. (69,8) Ermolenko, Protasiewicz, Świst, Tesař
8. (69,8) Dobrucki, Sledź, Gustafsson, Crump
9. (70,1) Crump, Protasiewicz, Loram, Milík
10. (70,8) Gustafsson, Dados, Tesař, Cierniak
11. (70,8) Załuski, Baron, Dobrucki, Ermolenko
12. (70,8) Śledź, Louis, Świst, Schinagl
13. (70,8) Gustafsson, Świst, Milík, Załuski
14. (69,7) Louis, Dobrucki, Dados, Protasiewicz
15. (70,5) Ermolenko, Crump, Cierniak, Schinagl
16. (70,0) Śledź, Loram, Baron, Tesař
17. (71,5) Dobrucki, Milík, Tesař, Schinagl
18. (70,8) Crump, Świst, Baron, Dados
19. (70,4) Gustafsson, Ermolenko, Loram, Zieliński, Louis (t)
20. (70,5) Protasiewicz, Śledź, Załuski, Cierniak

Wyścig barażowy o II miejsce:
21. (70,4) Dobrucki, Śledź, Ermolenko (d1)